# Squeak

Скриншот Squeak 4.2

Squeak — язык программирования, диалект языка Smalltalk. 
Имеет кросс-платформенную реализацию (Windows, Linux, Macintosh).
Первоначально Squeak был разработан группой программистов Apple Computer, в которую входили некоторые разработчики Smalltalk-80. Разработка была продолжена той же группой уже в Walt Disney Imagineering.
На данный момент Squeak доступна абсолютно бесплатно для любого использования. Кроме того, Squeak полностью доступен в исходных кодах (в том числе и виртуальная машина). В Squeak реализовано несколько графических подсистем (в том числе MVC, унаследованная от оригинального Smalltalk-80, в текущей версии не поддерживается, работает в версиях младше 3.8). Однако основной является собственная графическая подсистема Morphic (портированная из Self).
Помимо самой среды под открытой лицензией распространяется книга Squeak by Example.
К недостаткам следует отнести низкую производительность виртуальной машины, довольно своеобразный GUI и малое количество документации.
Среди основных разработчиков: Дэн Ингаллс (Dan Ingalls) и Алан Кэй (Alan Kay).